# Hervormde kerk (Den Hoorn)
De hervormde kerk in Den Hoorn (gemeente Texel) is een kerkgebouw uit 1425 met een witte toren. 
Het kerkgebouw is een rijksmonument.

## Geschiedenis
De houten kapel op deze locatie werd in 1409 afgebroken.
In 1450 werd de toren tegen de westgevel (en deels in het schip) gerealiseerd. In 1604 werd het interieur door de Watergeuzen vernield.
De kerk bestaat tegenwoordig nog slechts uit drie traveeën. Het koorgedeelte werd namelijk in 1641 gesloopt en het schip werd in 1646 door de stenen topgevel afgesloten. Op die muur staat nu nog het jaartal 1646, hoewel dit dus niet het bouwjaar van de kerk is.
Het kerkorgel werd in 1857 vervaardigd door de Zwolse orgelbouwersfirma J.C. Scheuer & Zonen. Het heeft één manuaal, acht registers en een aangehangen pedaal.  

## Ligging
De kerk ligt nu aan de noordrand van het dorp. Vroeger was dit echter in het centrum; er zijn in dit dorp de laatste eeuwen (na de bloeiperiode van het beloodsen van schepen) vanwege leegstand veel huizen gesloopt.
Op de balustrade van de kerktoren is een schijnwerper bevestigd die dient als baken voor de scheepvaart op het Schulpengat.

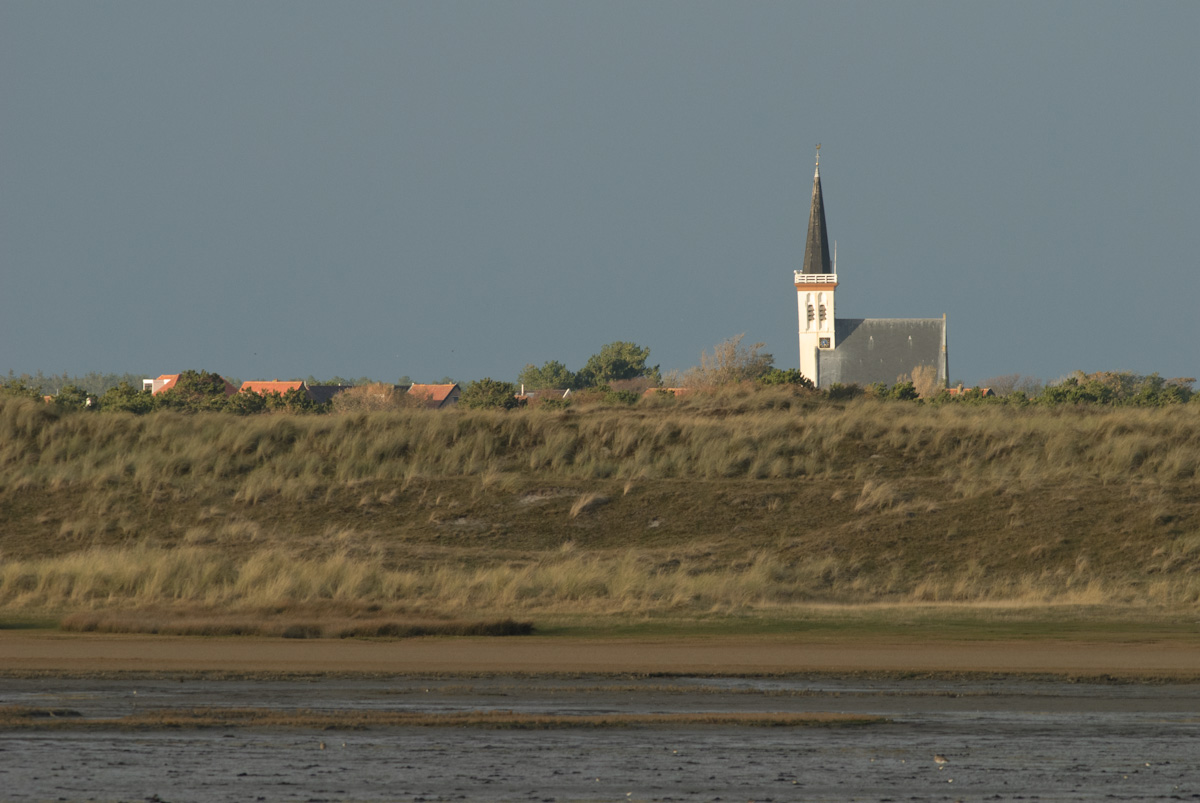
Gezicht op Den Hoorn met de kerk
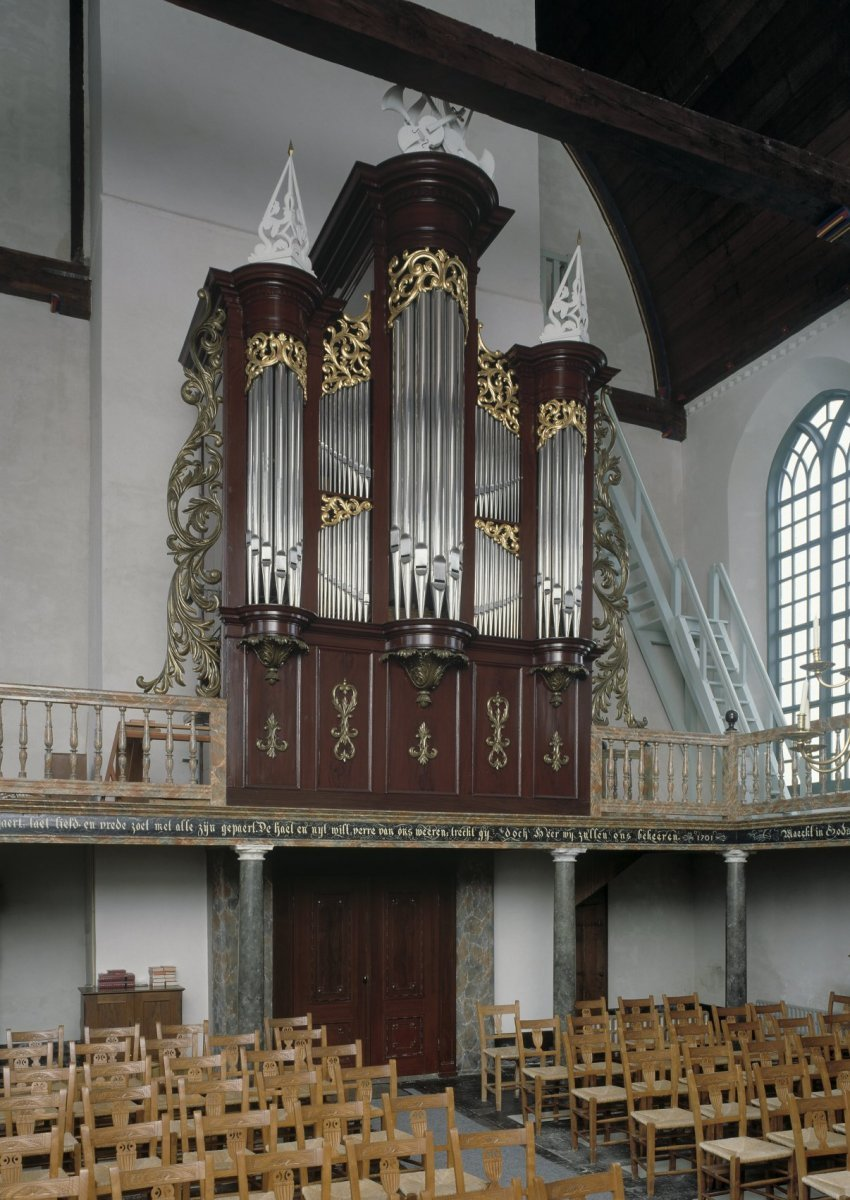
Het Scheuer-orgel